# Sparkasse Attendorn-Lennestadt-Kirchhundem
Die Sparkasse Attendorn-Lennestadt-Kirchhundem ist eine öffentlich-rechtliche Sparkasse mit Sitz in Attendorn im Kreis Olpe. Sie ist die Zweckverbandssparkasse der Städte Attendorn und Lennestadt sowie der Gemeinde Kirchhundem. Das Institut entstand aus dem 1993 erfolgten Zusammenschluss der Sparkasse Attendorn mit der Sparkasse Lennestadt-Kirchhundem, die 1977 aus der Fusion der Sparkasse Altenhundem mit der Sparkasse Grevenbrück hervorging.

## Geschäftszahlen
Die Sparkasse Attendorn-Lennestadt-Kirchhundem wies im Geschäftsjahr 2023 eine Bilanzsumme von 1,237 Mrd. Euro aus und verfügte über Kundeneinlagen von 827,25 Mio. Euro. Gemäß der Sparkassenrangliste 2023 liegt sie nach Bilanzsumme auf Rang 298. Sie unterhält 17 Filialen/Selbstbedienungsstandorte und beschäftigt 183 Mitarbeiter.

## Sparkassen-Finanzgruppe
Die Sparkasse Attendorn-Lennestadt-Kirchhundem ist Teil der Sparkassen-Finanzgruppe und gehört damit auch ihrem Haftungsverbund an. Er sichert den Bestand der Institute und sorgt dafür, dass sie auch im Fall der Insolvenz einzelner Sparkassen alle Verbindlichkeiten erfüllen können. Die Sparkasse vermittelt Bausparverträge der regionalen Landesbausparkasse, offene Investmentfonds der Deka und Versicherungen der Westfälische Provinzial Versicherung. Im Bereich des Leasing arbeitet die Sparkasse Attendorn-Lennestadt-Kirchhundem mit der  Deutschen Leasing zusammen. Die Funktion der Sparkassenzentralbank nimmt die Landesbank Hessen-Thüringen wahr.